# كيفن بورتر جر
كيفن بورتر جر (بالإنجليزية: Kevin Porter Jr.)‏ هو لاعب كرة سلة أمريكي يلعب في مركز مدافع مسدد الهدف في نادي كليفلاند كافالييرز.

## روابط خارجية
- كيفن بورتر جر على موقع إن بي أي (الإنجليزية)
- كيفن بورتر جر على موقع سبورتس رفرنس (الإنجليزية)
- كيفن بورتر جر على موقع كرة السلة الأوروبية.كوم (الإنجليزية)
- كيفن بورتر جر على موقع إي إس بي إن.كوم (الإنجليزية)
- كيفن بورتر جر على موقع كلية كرة السلة في سبورتس رفرنس.كوم (الإنجليزية)
- كيفن بورتر جر على موقع ريلجم (الإنجليزية)
- كيفن بورتر جر على موقع بروبوليرز (الإنجليزية)
- كيفن بورتر جر على موقع سبورتس رفرنس (الإنجليزية)